# Постфікс
По́стфікс (від лат. postfixus — після + прикріплений) — лінгв. афікс, розміщений у кінці слова після формотворчого суфікса. Він може слугувати засобом творення нових слів та словоформ (напр. бити — битися, скажи — скажи-но). Словотворчий постфікс належить до основи. Оскільки формотворчі морфеми до основи не належать, остання у словах із постфіксом може бути переривчатою.

## Постфікси в системі української мови
Традиційно в українській мові мовознавці виділяють постфікс -ся (аломорф -сь).
Арнольд Грищенко до постфіксів зараховує також окремі частки, що стали засобом творення займенників і прислівників. Ці постфікси відрізняються від -ся тим, що вони не є засобом оформлення і розрізнення певної частини мови.